# Harry Droog
Henricus Antonius Droog, detto Harry (Beemster, 17 dicembre 1944), è un ex canottiere olandese.

## Palmarès

### Olimpiadi
- 1 medaglia:
  - 1 argento (Città del Messico 1968 nel due di coppia)